# Tabela parsingu
Tabela parsingu (ang. parsing table), inna nazwa to tablica sterująca – element sterujący pracą parsera, wykorzystywany w różnych metodach analizy składniowej. Sposób indeksowania tabeli, jak również jej wartości, zależne są od rodzaju parsera, mogą również istnieć różne algorytmy wypełniania jej wartościami.

## Przykłady

### Tabela dla przewidującego parsera dla gramatyki LL(1)
Tabela indeksowana jest symbolami terminalnymi i nieterminalnymi pochodzącymi z danej gramatyki oraz pojedynczym symbolem terminalnym.
Komórki mogą zawierać:
- produkcje {\displaystyle A\to X_{1}X_{2}\ldots X_{n},} lub
- polecenie zgłoszenia błędu.

### Tabela dla parsera BC(m,n)
Komórka tablicy {\displaystyle T[\alpha ,x]} gdzie {\displaystyle \alpha \in (\Sigma \cup T)^{\leqslant m},\ x\in \Sigma ^{\leqslant n},} może przyjmować wartości:
- przesuń (shift),
- redukuj zgodnie z produkcją {\displaystyle A\to \beta ,}
- akceptuj,
- błąd,
- puste.